# Sphaerothecium reconditum
Sphaerothecium reconditum är en bladmossart som beskrevs av George Henry Kendrick Thwaites och Mitten 1873. Sphaerothecium reconditum ingår i släktet Sphaerothecium och familjen Dicranaceae. Inga underarter finns listade i Catalogue of Life.